# Adolf Dygasiński

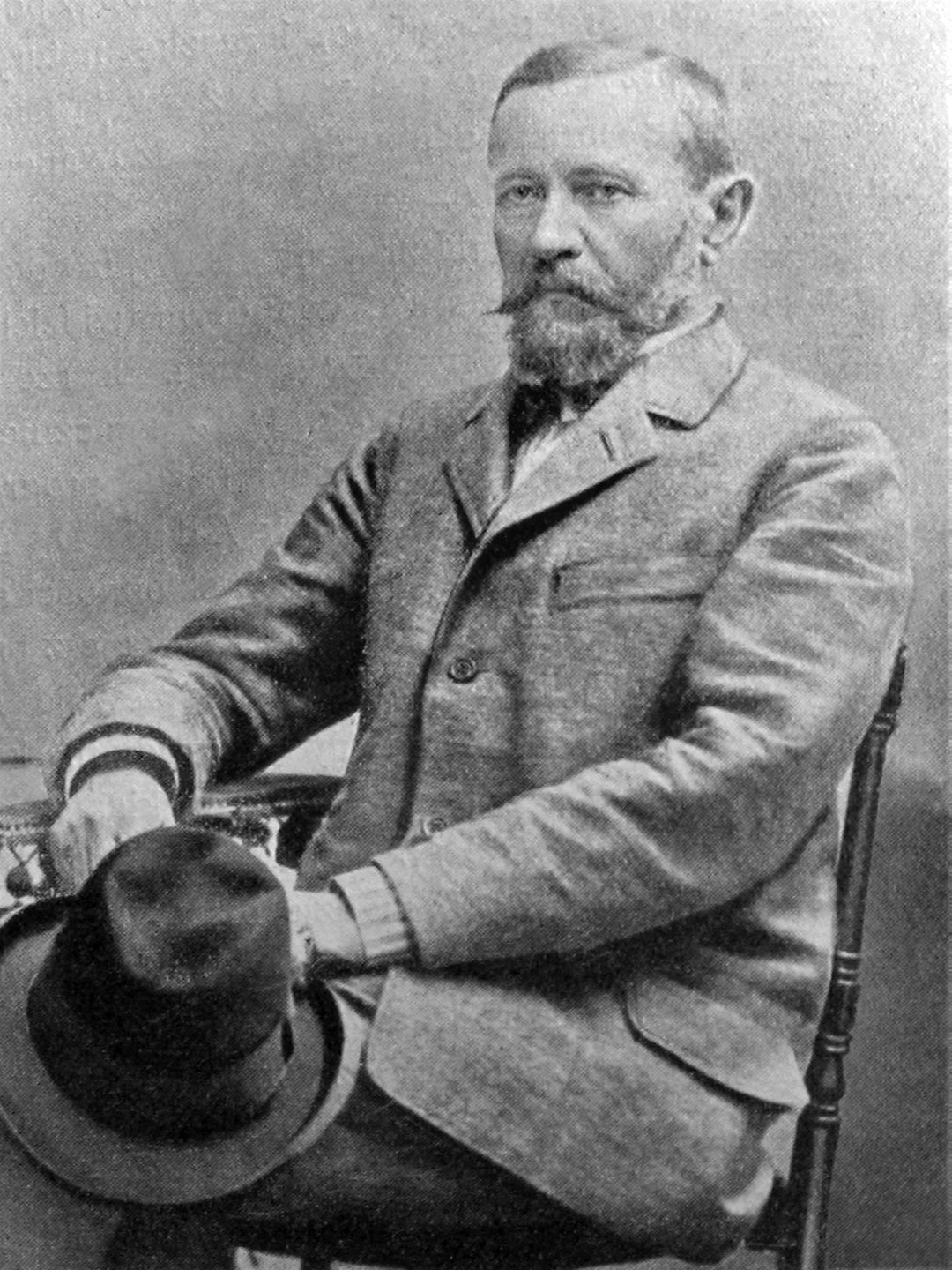
Adolf Dygasiński

Adolf Dygasiński, född 1839, död 1902, var en polsk författare.
Dygasiński har förutom realistiska bondedramer skrivit en rad novellböcker, Hararna (1889), Sparvarna (1901) med flera, med ypperliga skildringar av natur- och djurlivet, i nära släktskap med Svend Fleurons böcker. Dygasiński kallades i Polen under samtiden "den polske Kipling".